# Protalaridris armata
Protalaridris armata är en myrart som beskrevs av Brown 1980. Protalaridris armata ingår i släktet Protalaridris och familjen myror. Inga underarter finns listade i Catalogue of Life.

## Bildgalleri

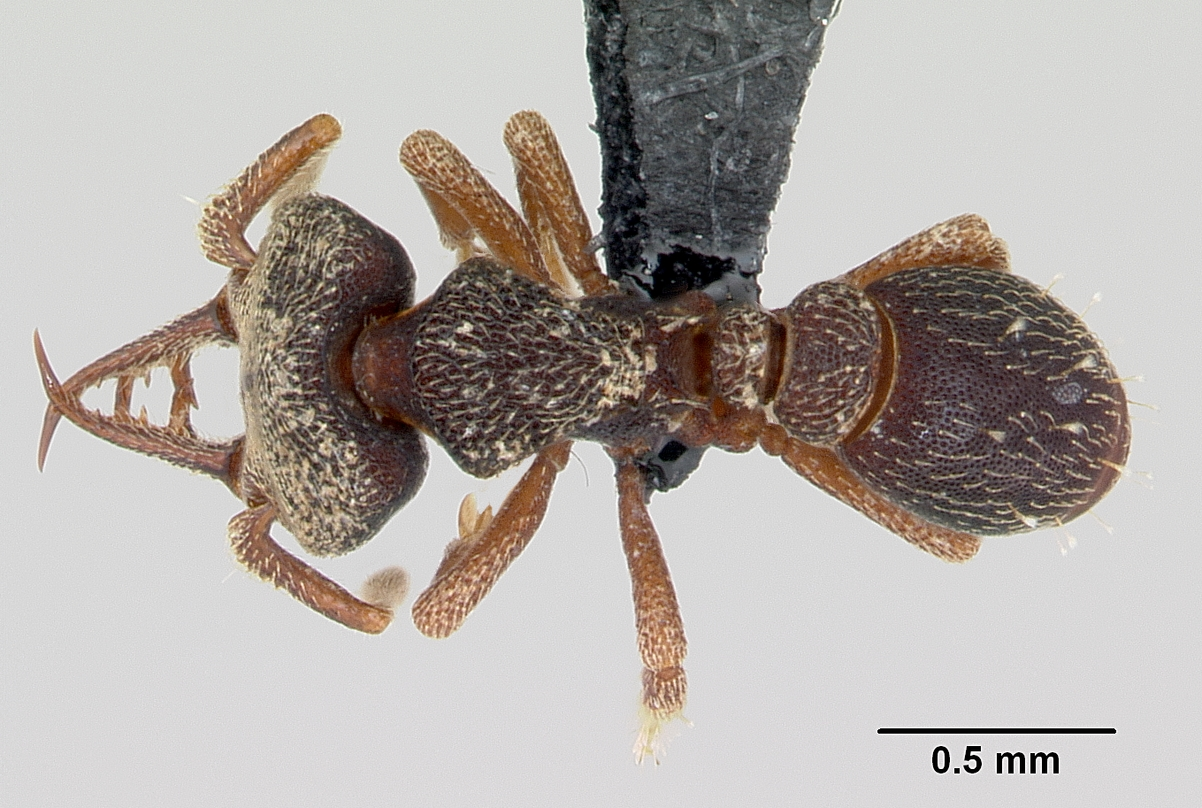
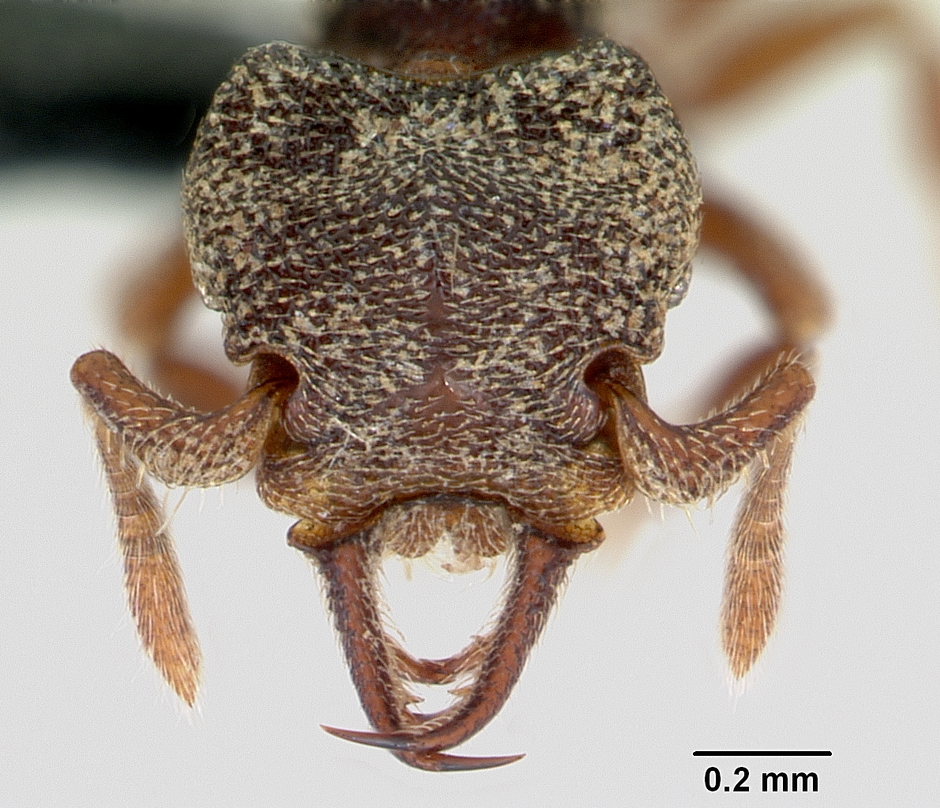
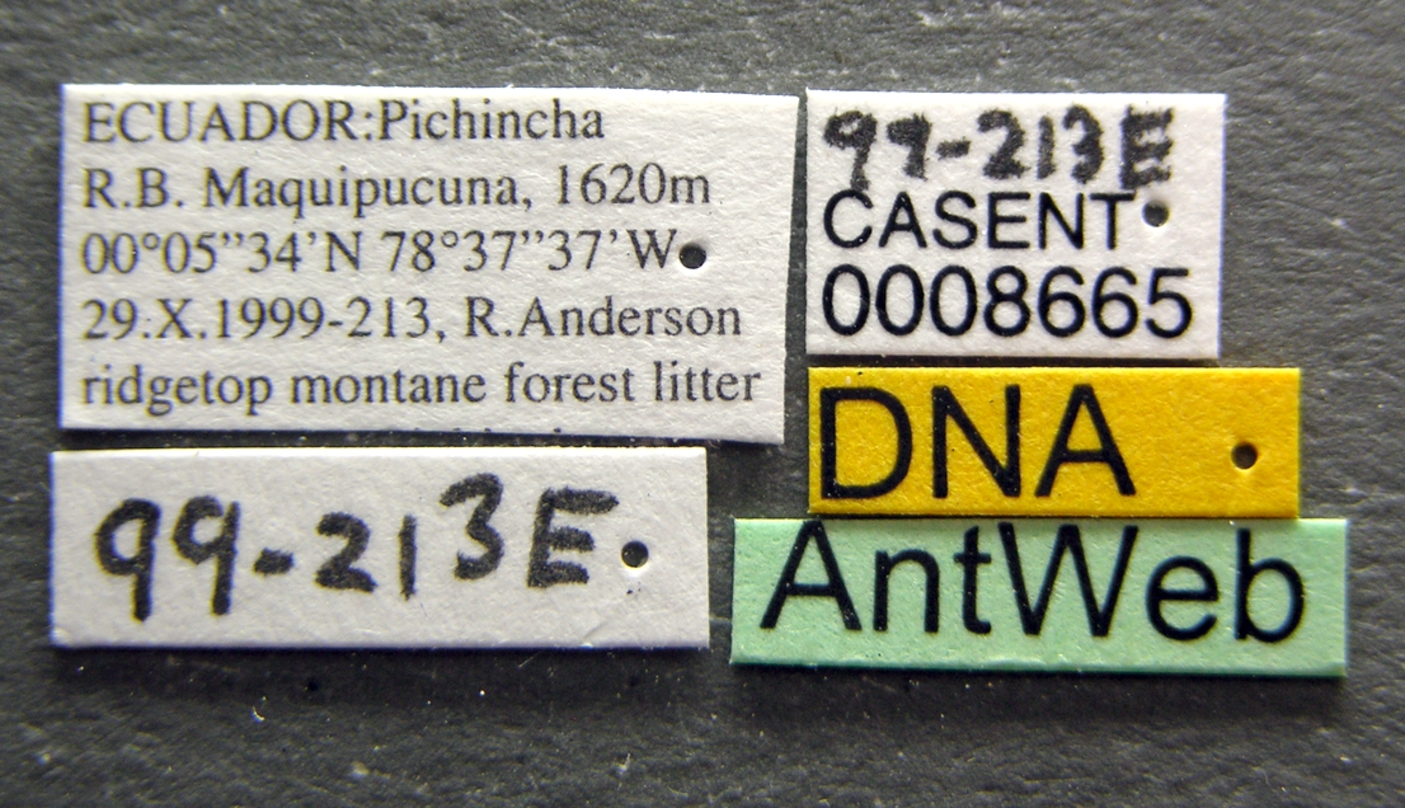
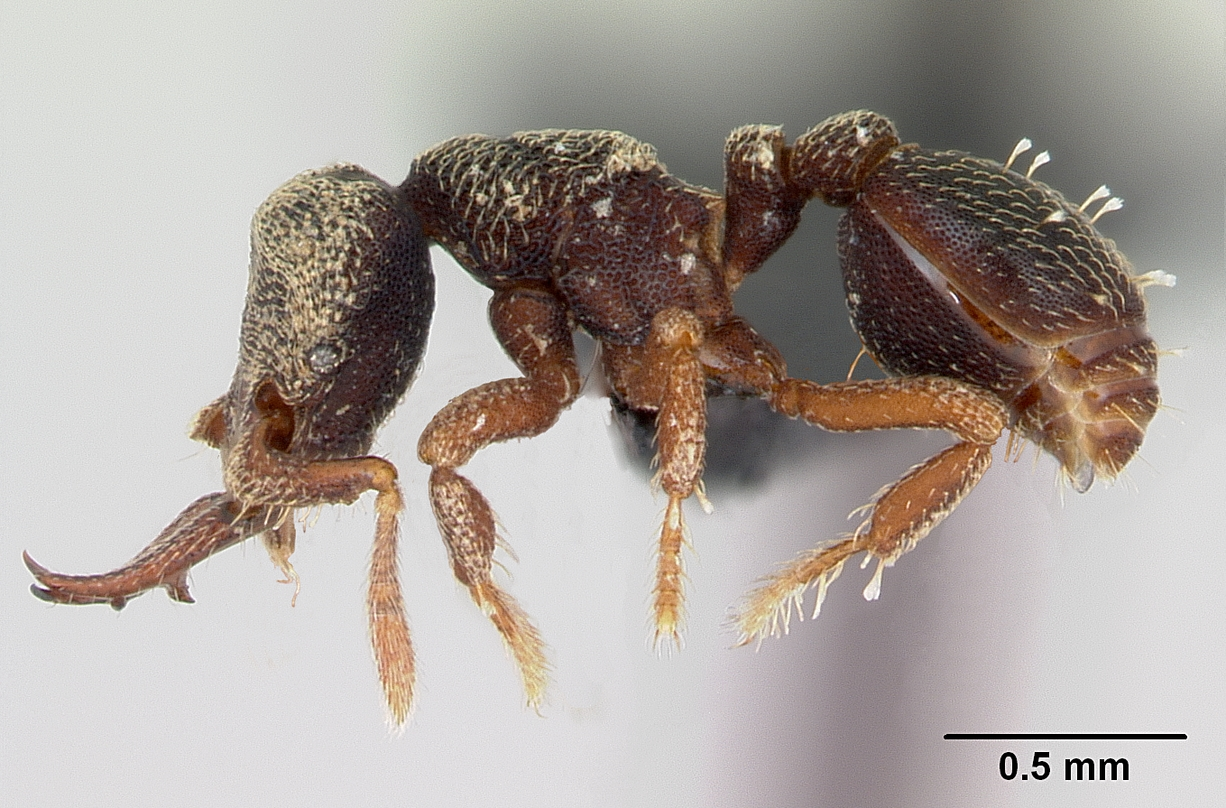
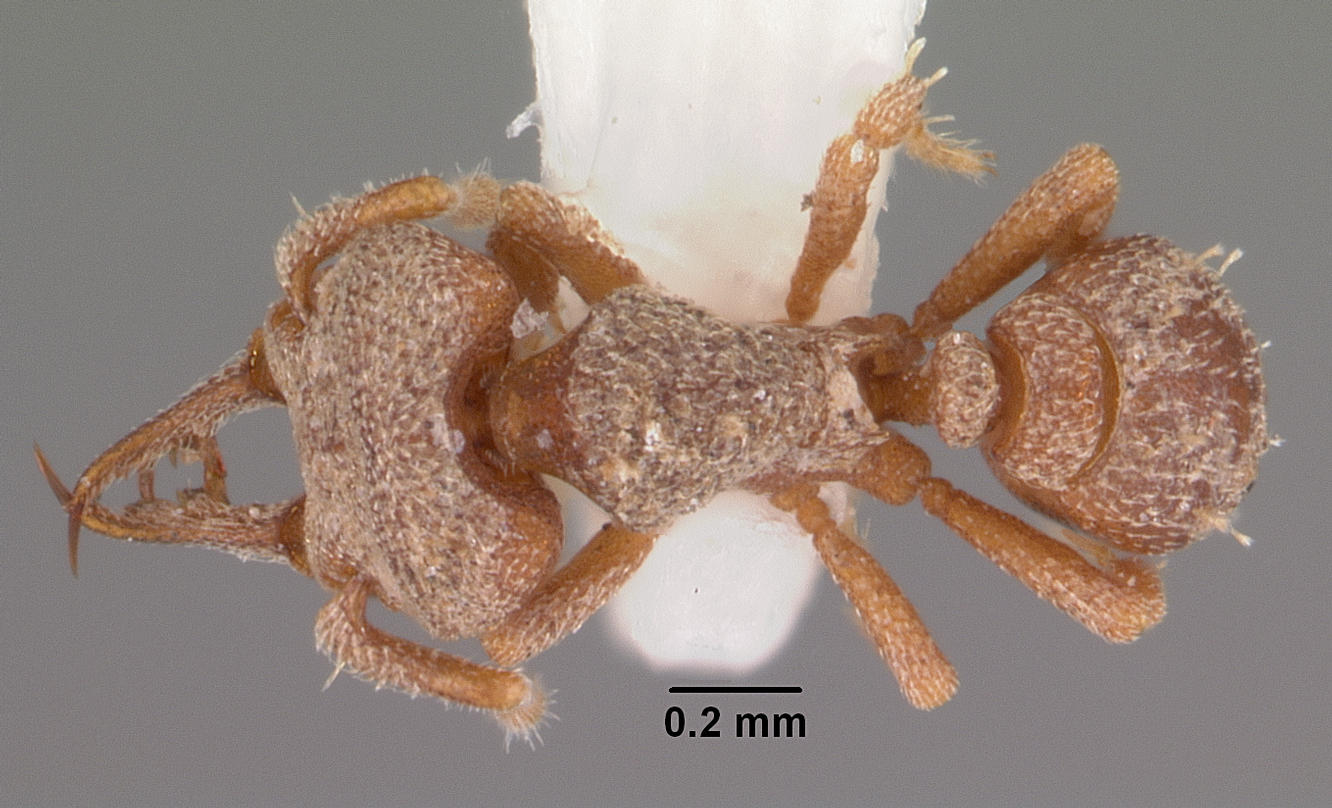
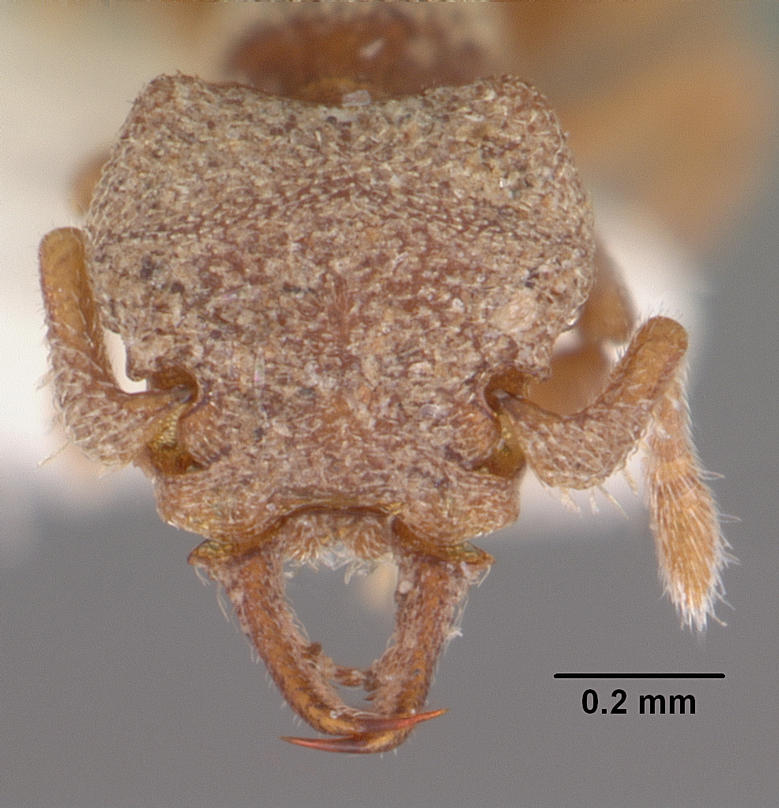